# Johnson megye (Illinois)
Johnson megye az Amerikai Egyesült Államokban, azon belül Illinois államban található. Megyeszékhelye Vienna, mely egyben a legnagyobb városa is. Lakosainak száma 13 308 fő (2020. április 1.). Johnson megye Williamson, Massac, Pulaski, Union, Saline és Pope megyékkel határos.

## Népesség
A megye népességének változása:
| Lakosok száma | 12 611 | 12 648 | 12 786 | 12 677 | 12 762 | 13 308 |
|               | 2010   | 2011   | 2012   | 2013   | 2015   | 2020   |